# Maliheh Nazari
Maliheh Nazari (* 1931 in Teheran; † 10. März 2006 in London) war eine iranische Theater- und Film-Schauspielerin.
Nazaris Karriere begann mit einer Rolle im Theaterstück The Court of Sultan Abdul-Hamid 1962, sie spielte auch in weiteren Stücken wie Three Cups of Tea, Ghosts und The Girl Gone Astray.  
1977 begann mit dem Film Along the Night ihre Kinokarriere. Weitere Filme waren beispielsweise Crow, The High Shadows of the Wind, Mare, Illusion, The Last Fly und einige andere.  
Ihre letzten Film, A House Built on Water, drehte sie mit Bahman Farmanara.